# Клонбуллодж

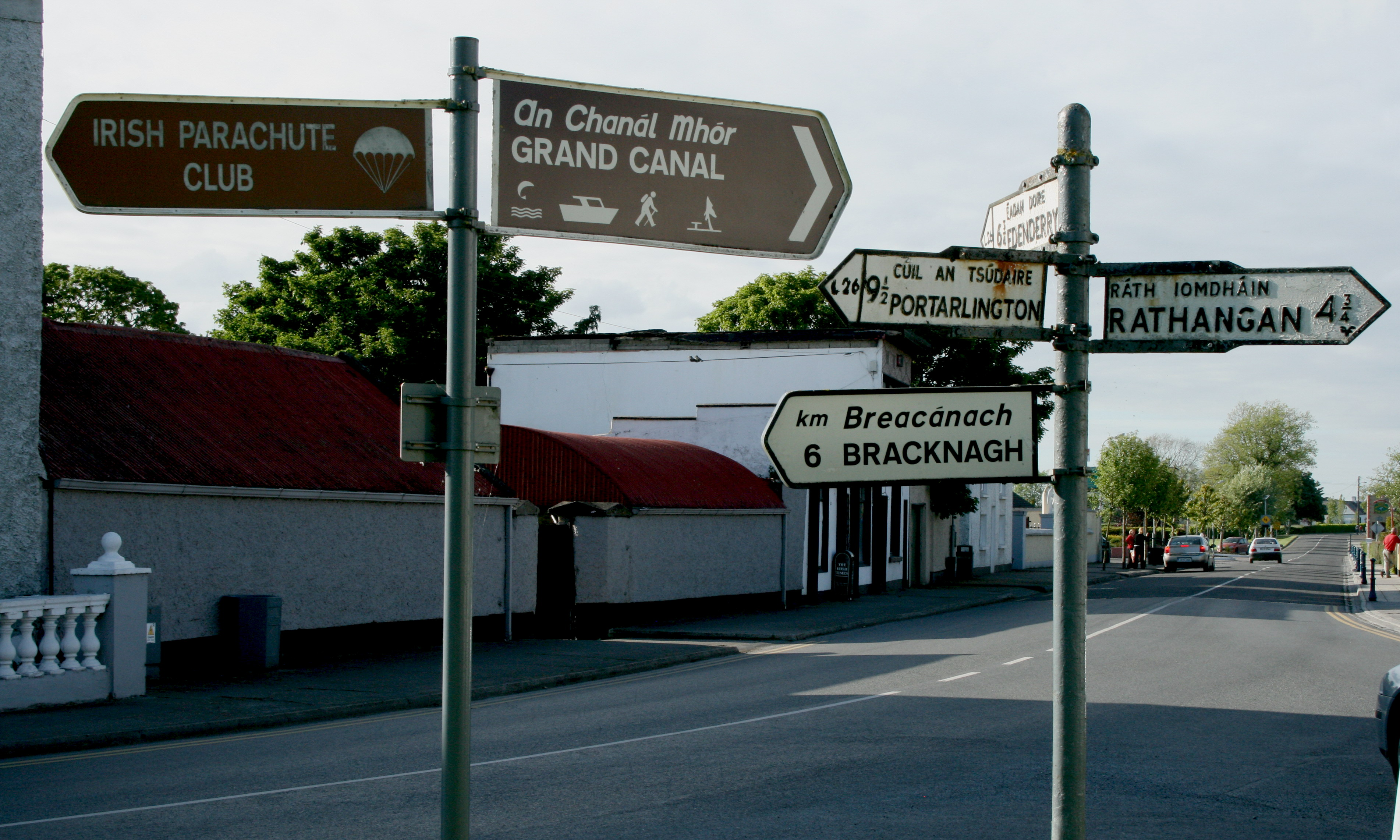

Клонбуллодж (англ. Clonbollogue; ирл. Cluain Bolg) — деревня в Ирландии, находится в графстве Оффали (провинция Ленстер) у пересечения трасс R401 и R442.

## Демография
Население — 442 человека (по переписи 2006 года). В 2002 году население составляло 390 человек.
Данные переписи 2006 года:
| Общие демографические показатели |               |                               |                               |      |      |
| Всё население                    | Всё население | Изменения населения 2002—2006 | Изменения населения 2002—2006 | 2006 | 2006 |
| 2002                             | 2006          | чел.                          | %                             | муж. | жен. |
| 390                              | 442           | 52                            | 13,3                          | 228  | 214  |